# Campeonato de Gales de Rugby 2021-22
El Campeonato de Rugby de Gales (oficialmente Indigo Group Premiership) de 2021-22 fue la trigésimo primera edición del principal torneo de rugby de Gales.
El torneo representó el regreso de la primera división luego de la suspensión de la edición 2019-20 por razones relacionadas con la pandemia de COVID-19.

## Sistema de disputa
Cada equipo disputó encuentros frente a cada uno de los rivales a una sola ronda, totalizando 11 partidos cada uno.
El equipo que al finalizar el torneo obtenga más puntos, se coronará como campeón del torneo.
El descenso está suspendido para esta temporada.
Puntuación
Para ordenar a los equipos en la tabla de posiciones se los puntuará según los resultados obtenidos.
- 4 puntos por victoria.
- 2 puntos por empate.
- 0 puntos por derrota.
- 1 punto bonus por ganar haciendo 3 o más tries que el rival.
- 1 punto bonus por perder por siete o menos puntos de diferencia.

## Clasificación
| Pos. | Equipo           | Encuentros | Encuentros | Encuentros | Encuentros | Tantos | Tantos | Tantos | PB | PB | Puntos |
| Pos. | Equipo           | PJ         | PG         | PE         | PP         | F      | C      | Dif    | BO | BD | Puntos |
| ---- | ---------------- | ---------- | ---------- | ---------- | ---------- | ------ | ------ | ------ | -- | -- | ------ |
| 1.º  | Cardiff          | 11         | 9          | 0          | 2          | 374    | 210    | 164    | 9  | 1  | 46     |
| 2.º  | Newport          | 11         | 9          | 0          | 2          | 337    | 214    | 123    | 8  | 1  | 45     |
| 3.º  | Aberavon         | 11         | 7          | 0          | 4          | 322    | 243    | 7      | 6  | 3  | 37     |
| 4.º  | RGC 1404         | 11         | 6          | 0          | 5          | 286    | 244    | 42     | 6  | 1  | 31     |
| 5.º  | Llandovery       | 11         | 6          | 0          | 5          | 303    | 287    | 16     | 6  | 1  | 31     |
| 6.º  | Merthyr          | 11         | 5          | 0          | 6          | 329    | 294    | 35     | 7  | 4  | 31     |
| 7.º  | Pontypridd       | 11         | 7          | 0          | 4          | 239    | 259    | -20    | 2  | 0  | 30     |
| 8.º  | Carmarthen Quins | 11         | 6          | 0          | 5          | 232    | 254    | -22    | 4  | 2  | 30     |
| 9.º  | Bridgend Ravens  | 11         | 4          | 0          | 7          | 186    | 276    | -90    | 0  | 2  | 18     |
| 10.º | Swansea          | 11         | 3          | 0          | 8          | 212    | 269    | -57    | 2  | 4  | 18     |
| 11.º | Ebbw Vale        | 11         | 3          | 0          | 8          | 157    | 263    | -106   | 0  | 2  | 14     |
| 12.º | Llanelli         | 11         | 1          | 0          | 10         | 189    | 353    | -164   | 4  | 2  | 10     |

| Bandera de Gales |
| Campeón Cardiff  |
| Cuarto título    |